# 吉伦自行车队
吉伦自行车队（UCI隊碼：JLC），是一支中国公路自行车队，成立于2011年，在国际自行车联盟级別中属亚洲洲际车队。

## 队员名单

### 2020年
|      | 車手   | 出生日期               |
| ---- | ------ | ---------------------- |
| 中国 | 陈宝龙 | 2001年12月31日（19歲） |
| 中国 | 陈卓   | 1998年11月2日（22歲）  |
| 中国 | 郭黄辰 | 2000年10月6日（20歲）  |
| 中国 | 忽浩俊 | 2001年1月31日（19歲）  |
| 香港 | 劉允禧 | 1995年2月3日（25歲）   |

|      | 車手   | 出生日期              |
| ---- | ------ | --------------------- |
| 中国 | 陆嘉成 | 2001年9月13日（19歲） |
| 中国 | 王海洲 | 1998年6月15日（22歲） |
| 中国 | 王骏杰 | 1999年9月7日（21歲）  |
| 中国 | 魏鑫   | 2001年4月10日（19歲） |
| 中国 | 杨涛   | 1997年1月1日（23歲）  |

### 2018年
|          | 車手              | 出生日期              |
| -------- | ----------------- | --------------------- |
| 哥伦比亚 | 安东尼奥·阿拉孔   | 1990年8月10日（28歲） |
| 中国     | 陈卓              | 1998年11月2日（20歲） |
| 中国     | 顾葛发            | 1992年4月15日（26歲） |
| 保加利亚 | 斯特凡·赫里斯托夫 | 1985年7月12日（33歲） |
| 中国     | 姜杉              | 1996年1月3日（22歲）  |
| 中国     | 姜悦              | 1996年11月7日（22歲） |
| 中国     | 李迪              | 1995年3月3日（23歲）  |

|          | 車手        | 出生日期               |
| -------- | ----------- | ---------------------- |
| 哥伦比亚 | 凯文·里乌斯 | 1993年1月24日（25歲）  |
| 中国     | 王海洲      | 1998年6月15日（20歲）  |
| 中国     | 闫志鹏      | 1995年7月9日（23歲）   |
| 中国     | 杨涛        | 1997年1月1日（21歲）   |
| 中国     | 于超        | 1997年3月19日（21歲）  |
| 中国     | 周陆成      | 1996年11月11日（22歲） |

- 阿拉孔、赫里斯托夫、姜悦、闫志鹏及于超于2018年9月21日起加入。

## 主要胜出赛事
2012年
环太湖自行车赛第7赛段（塞巴斯蒂安·朱利安）